# Мрзовић
Мрзовић је насељено место у саставу општине Семељци у Осјечко-барањској жупанији, Република Хрватска.

## Историја
До територијалне реорганизације у Хрватској налазио се у саставу старе општине Ђаково.

## Становништво
На попису становништва 2011. године, Мрзовић је имао 603 становника.

## Попис1991.
На попису становништва 1991. године, насељено место Мрзовић је имало 686 становника, следећег националног састава:
| Попис 1991.‍  | Попис 1991.‍  | Попис 1991.‍ | Попис 1991.‍ | Попис 1991.‍ |
| ------------ | ------------ | ----------- | ----------- | ----------- |
|              |              |             |             |             |
| Хрвати       | Хрвати       |             | 660         | 96,20%      |
| Срби         | Срби         |             | 12          | 1,74%       |
| Словенци     | Словенци     |             | 2           | 0,29%       |
| Немци        | Немци        |             | 1           | 0,14%       |
| неопредељени | неопредељени |             | 7           | 1,02%       |
| непознато    | непознато    |             | 4           | 0,58%       |
| укупно: 686  |              |             |             |             |